# La casa dei vampiri
La casa dei vampiri (House of Dark Shadows) è un film del 1970 diretto da Dan Curtis, basato sulla soap opera Dark Shadows.

## Trama
A casa Collins, un'antica dimora del Maine, arriva Barnabas Collins, un uomo che sostiene di essere parente dei padroni di casa. Vista l'effettiva somiglianza con un ritratto di un loro antenato accolgono la sua richiesta, ma poco dopo iniziano dei delitti e viene uccisa anche la nipote del signor Collins. In paese sono presenti due occultisti che credono di avere a che fare con un vampiro e prevedendo il risveglio della giovane nipote la uccidono proprio mentre sta per mordere il fidanzato. Julia, l'occultista, nel frattempo si innamora del vampiro e cerca di convincerlo a farsi curare, ma questi non ne vuole sapere, vuole sposare e trasformare una giovane cameriera. Le mire dell'uno e la gelosia dell'altro scatenano nuovi delitti che verranno fermati solo dal fidanzato della cameriera che uccide Barnabas proprio mentre sta per sposare la giovane.